# استیلهورن
استیلهورن (به لاتین: Steilerhorn) یک کوه در سوئیس است که در کانتون گراوبوندن واقع شده‌است. استیلهورن ۲٬۹۸۰ متر بالاتر از سطح دریا واقع شده‌است.